# 栄町 (西東京市)
栄町（さかえちょう）は、東京都西東京市の町名。住居表示実施済み区域である。
現行行政地名は栄町一丁目から栄町三丁目。郵便番号は202-0006。

## 地理
西東京市の北部に位置する。北は埼玉県新座市野寺、北東は北町、東は下保谷、南は西武池袋線を挟んで住吉町、西はひばりが丘北に隣接する。町域内は住宅地及び農地として利用される。南から北に栄町一～三丁目が設置されている。

### 河川
- 白子川（大泉堀）

### 面積と人口
丁目毎の面積 、人口と世帯数、および人口密度は以下の通りである。（2018年（平成30年）1月1日現在）
| 丁目       | 面積    | 人口     | 人口     | 人口     | 世帯数     | 人口密度        | 備考 |
| 丁目       | 面積    | 男       | 女       | 計       | 世帯数     | 人口密度        | 備考 |
| ---------- | ------- | -------- | -------- | -------- | ---------- | --------------- | ---- |
| 栄町一丁目 | 0.17km2 | 939 人   | 930 人   | 1,869 人 | 741 世帯   | 10,994.1 人/km2 |      |
| 栄町二丁目 | 0.12km2 | 706 人   | 697 人   | 1,403 人 | 596 世帯   | 11,691.7 人/km2 |      |
| 栄町三丁目 | 0.06km2 | 406 人   | 432 人   | 838 人   | 343 世帯   | 13,966.7 人/km2 |      |
| 計         | 0.35km2 | 2,051 人 | 2,059 人 | 4,110 人 | 1,680 世帯 | 11,742.9 人/km2 |      |

### 小・中学校の学区
市立小・中学校に通う場合、学区は以下の通りとなる。
| 丁目       | 街区            | 小学校                   | 中学校               |
| ---------- | --------------- | ------------------------ | -------------------- |
| 栄町一丁目 | 1〜5番 13〜17番 | 西東京市立保谷第一小学校 | 西東京市立青嵐中学校 |
| 栄町一丁目 | その他          | 西東京市立栄小学校       | 西東京市立青嵐中学校 |
| 栄町二丁目 | 全域            | 西東京市立栄小学校       | 西東京市立青嵐中学校 |
| 栄町三丁目 | 全域            | 西東京市立栄小学校       | 西東京市立青嵐中学校 |

### 地価
住宅地の地価は、2017年（平成29年）7月1日の公示地価によれば、栄町1-3-18の地点で24万円/m2となっている。

## 歴史
明治以前には、武蔵国新座郡下保谷村（一部は上保谷村）に属していた。

### 地名の由来
町の繁栄を願望して。なお、1964年の時点では、現在の栄町、ひばりが丘北、および北町の一部を合わせて1つの町割りとしており、町名の案として「霞町」「北入町」「ひばりが丘北町」「緑町」が挙がっていた。

### 沿革
- 1968年（昭和43年）11月1日 保谷市大字下保谷の小字南入（一部）、東入（一部）、西入、中島（一部）、大字上保谷の小字入道（一部）より設置。
- 2001年（平成13年）1月21日 保谷市と田無市が合併して西東京市発足。西東京市の大字となる。

## 交通

### 鉄道
| 隣接する街区の駅                 |
| -------------------------------- |
| 西武池袋線 - ひばりヶ丘駅(SI 13) |

町域内の南端を西武池袋線が通るが、駅は所在しない。
町域内から西武池袋線のひばりヶ丘駅まで徒歩10～20分程度である。

### バス
町域内をバスは通っていない。

### 道路
- 東京都道・埼玉県道25号飯田橋石神井新座線
- 東京都道・埼玉県道36号保谷志木線（ひばりが丘北との境界）

## 施設

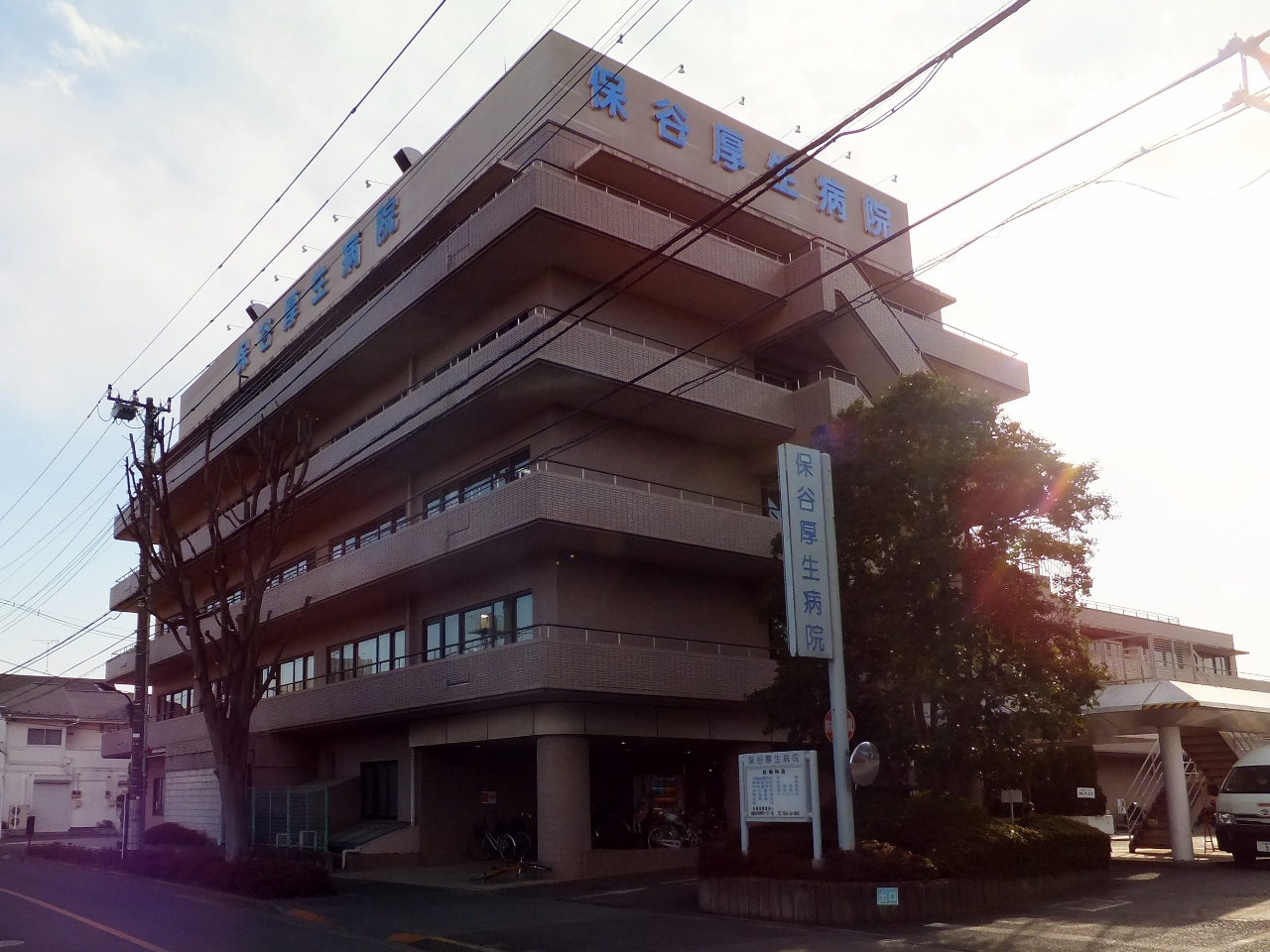
保谷厚生病院

- 西東京市立栄小学校
- 西入稲荷神社
- 保谷厚生病院
- 特別養護老人ホーム保谷苑